# Parafia św. Łukasza w Radomiu
Parafia pw. Świętego Łukasza w Radomiu – parafia rzymskokatolicka usytuowana w Radomiu. Należy do dekanatu Radom-Północ, który należy z kolei do diecezji radomskiej.

## Historia
W związku z rozwojem Radomia pojawiła się konieczność utworzenia nowej parafii na os. Michałów. Wobec rozmaitych trudności czynionych przez władze komunistyczne mieszkańcy miejscowości Józefów przekazali plac, na którym umieszczono krzyż i zadaszony ołtarz polowy. Pierwszą mszę św. sprawował w tym miejscu bp Edward Materski 26 grudnia 1983. Poświęcił wtedy krzyż i plac pod budowę kościoła. Tego samego dnia bp Edward Materski erygował parafię pw. św. Łukasza Ewangelisty dla budowanego nowego osiedla. Pierwszym proboszczem został ks. Adam Zając, który już wiosną następnego roku zajął się budową tymczasowej kaplicy. Władze państwowe nie zgadzały się jednak na tę budowę, a nawet 2 kwietnia 1984 wydały decyzję nakazującą jej wstrzymanie. Równocześnie z podjęciem pertraktacji z władzami parafianie ustanowili całodobowe straże pilnujące kaplicy. Od lipca 1987 prace w parafii kontynuował ks. Stanisław Barański. W 1993 bp Edward Materski wydzielił z części istniejącej parafii nową placówkę pw. bł. Annuarity, której proboszczem został ks. Stanisław Barański, a proboszczem macierzystej parafii pw. św. Łukasza został ks. Marian Mazurkiewicz. W 1996 zakupiono działkę pod budowę nowego kościoła, a 14 sierpnia 2002 przystąpiono do budowy. Twórcami projektu kościoła są Barbara i Henryk Włodarczykowie. Fundamenty świątyni zostały poświęcone 18 października 2002 przez bp. Adama Odzimka. Od 2009 liturgia jest sprawowana w kościele. Konsekracji świątyni dokonał abp Zygmunt Zimowski w 2013.

## Zasięg parafii
Do parafii należą wierni z Radomia mieszkający przy ulicach: Aleksandrowicza, Borzym, Cedrowa, Florentyny Jakubczyk, Hańskiego, Józefowska, Królowej Jadwigi, Łokietka, Mieszka I, Mleczna, Mścisława, Jadwigi Oleszczuk-Ożarskiej, Zacheusza Pawlaka, Stefani Perzanowskiej, Piastowska, Konrada Vietha.

## Proboszczowie
- ks. Adam Zając (1983–1987)
- ks. Stanisław Barański (1987–1993)
- ks. kan. Marian Mazurkiewicz (od 1993)